# Piper mitifolium
Piper mitifolium är en pepparväxtart som beskrevs av William Trelease. Piper mitifolium ingår i släktet Piper och familjen pepparväxter. Inga underarter finns listade i Catalogue of Life.